# Shim Hyung-rae
Dans ce nom coréen, le nom de famille, Shim, précède le nom personnel.
Shim Hyung-rae est un acteur, scénariste, réalisateur et producteur de cinéma sud-coréen, né le 1er janvier 1957 à Séoul.

## Filmographie

### Acteur
- 1996 : Dragon Tuka
- 1995 : Power King
- 1994 : Tirannoui baltob
- 1994 : Pinkbit gangtong (The Pink Can)
- 1993 : Young-guwa gongryong Zzu-Zzu
- 1992 : Ulemae 7: Dolaon Ulemae
- 1992 : Young-guwa heubhyeolgwi dracula (Young-gu and Count Dracula)
- 1992 : Meojeoriwa doduknom (The Fool and the Thief)
- 1992 : Young-guwa hwanggeum bakjwi (Yong Gu and the Golden Bat)
- 1991 : Young-guwa daengchili 4tan: Hongkong halmaegwishin (Young-gu and Daengchili 4: Hong Kong Granny Ghost)
- 1990 : Byeolnan du yeongwoong (Two Crazy Heroes)
- 1990 : Young-guwa daengchili 3tan: Young-gu Rambo (Young-gu Rambo)
- 1990 : So Jeok-gung tamjeong (Dectective So Jeok-gung)
- 1989 : Young-guwa daengchili solimsa gada (Young-gu and the Solim Temple)
- 1989 : Young-guwa daengchili (Young-gu and Daengchili)
- 1988 : Ulemae 5: New Machine
- 1988 : Super Hong Kil-dong
- 1987 : Ulemae 4: Thunder Boy chuldong (Ulemae 4: Thunder V Operation)
- 1987 : Seoul yeojareul johae (Seoul Women)
- 1987 : Oigyeseo on Ulemae 3: Jeongyeok seulijagjeon (Ulemae from Outer Space 3: Alien Operation)
- 1987 : Dagwi ilgobdae (Seven Slaps on the Cheek)
- 1987 : Oigyeseo on Ulemae 2 (Ulemae from Outer Space 2)
- 1986 : Oigyeseo on Ulemae (Ulemae from Outer Space)
- 1985 : Shim Hyung-raeui tamjeonggyu (Shim Hyung-rae's Detective Story)
- 1985 : Jaknyeone watdeon gakseoli (Last Year's Beggar)
- 1985 : Cheolbuji (Fool)
- 1984 : Gakseoli pumbataryeong (The Beggar's Song)

### Réalisateur
- 2007 : D-War
- 1999 : Yonggary
- 1996 : Dragon Tuka
- 1994 : Pinkbit gangtong
- 1993 : Young-guwa gongryong Zzu-Zzu
- 1992 : Young-guwa heubhyeolgwi Dracula
- 1985 : Armicron
- 1984 : Tirannoui baltob

### Producteur
- 2007 : D-War
- 1999 : 2001 Yonggary (Reptilian)
- 1996 : Dragon Tuka
- 1995 : Power King (Armicron) et/ou (Armicron in Outlaw Power)
- 1994 : Pinkbit gangtong (The Pink Can)
- 1993 : Young-guwa gongryong Zzu-Zzu (Young-gu and Princess Zzu-Zzu)

### Scénariste
- 2007 : D-War
- 1999 : 2001 Yonggary (Reptilian)